# Walentin Karawajew
Waleniin Aleksandrowicz Karawajew (ros. Валентин Александрович Караваев; ur. 29 sierpnia 1929, zm. 11 grudnia 2001) – radziecki reżyser filmów animowanych, scenarzysta i animator. Zasłużony Działacz Sztuk Federacji Rosyjskiej (1997).
W 1968 roku ukończył WGIK na wydziale reżyserii filmów animowanych. Od 1970 roku był reżyserem w studiu „Sojuzmultfilm”. 

## Wybrana filmografia

### Animator
- 1964: Kogut i farby

### Reżyser
- 1969: Dziadek Mróz i lato
- 1971: Zlekceważona lekcja
- 1977: Zajączek i mucha
- 1982: Ostatnie polowanie
- 1984-1988: Powrót marnotrawnej papugi

## Nagrody na festiwalach
- 1969: Labirynt (I nagroda na VI Festiwalu filmów studenckich);
- 1972: Tri kwitancyi (III nagroda w Zagrzebiu, Jugosławia);
- 1979: Priemudryj Pieskar' (nagroda na I Międzynarodowym Festiwalu Filmowym w Warnie, Bułgaria)

Źródło: